# ツノウズラ

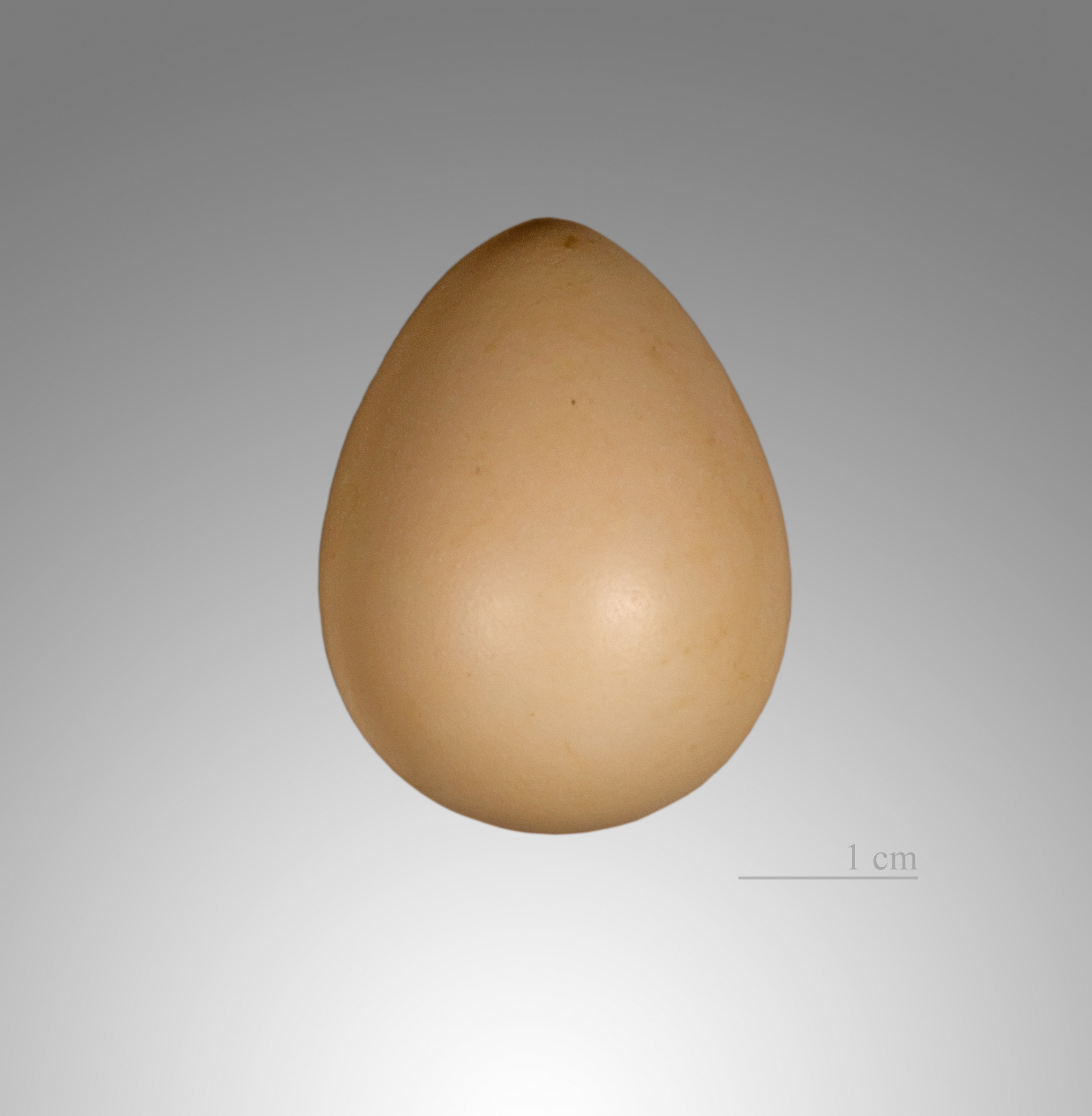
Oreortyx pictus

ツノウズラ (角鶉、学名：Oreortyx pictus) は、キジ目キジ科に分類される鳥類の一種である。ハウズラ亜科（別名ナンベイウズラ亜科）に属する。本種1種でツノウズラ属を形成する。

## 分布
北アメリカ西部（アメリカからメキシコ）に分布する。

## 形態
体長24-26cm。頭から上胸は灰色、体の上面は緑がかった褐色で、喉と腹部は赤茶色である。肩羽、耳羽に白い線があり、腹部には白い斑が並んでいる。黒い冠羽が頭上に長く伸びており角のように見えることが和名の由来である。雌の冠羽は、雄ほど長く伸びない。

## 生態
山地の森林や高原に生息する。番いや20羽前後の群れで生活する。
植物の種子などを食べる。
繁殖期は3月からで、林の中や草地の地上に1腹6-12個の卵を産む。抱卵期間は24-25日である。

## 亜種
以下の5亜種に分類される。
- Oreortyx pictus palmeri
- Oreortyx pictus pictus
- Oreortyx pictus russelli
- Oreortyx pictus confinis
- Oreortyx pictus eremophilus